# Lockheed C-130 Hercules

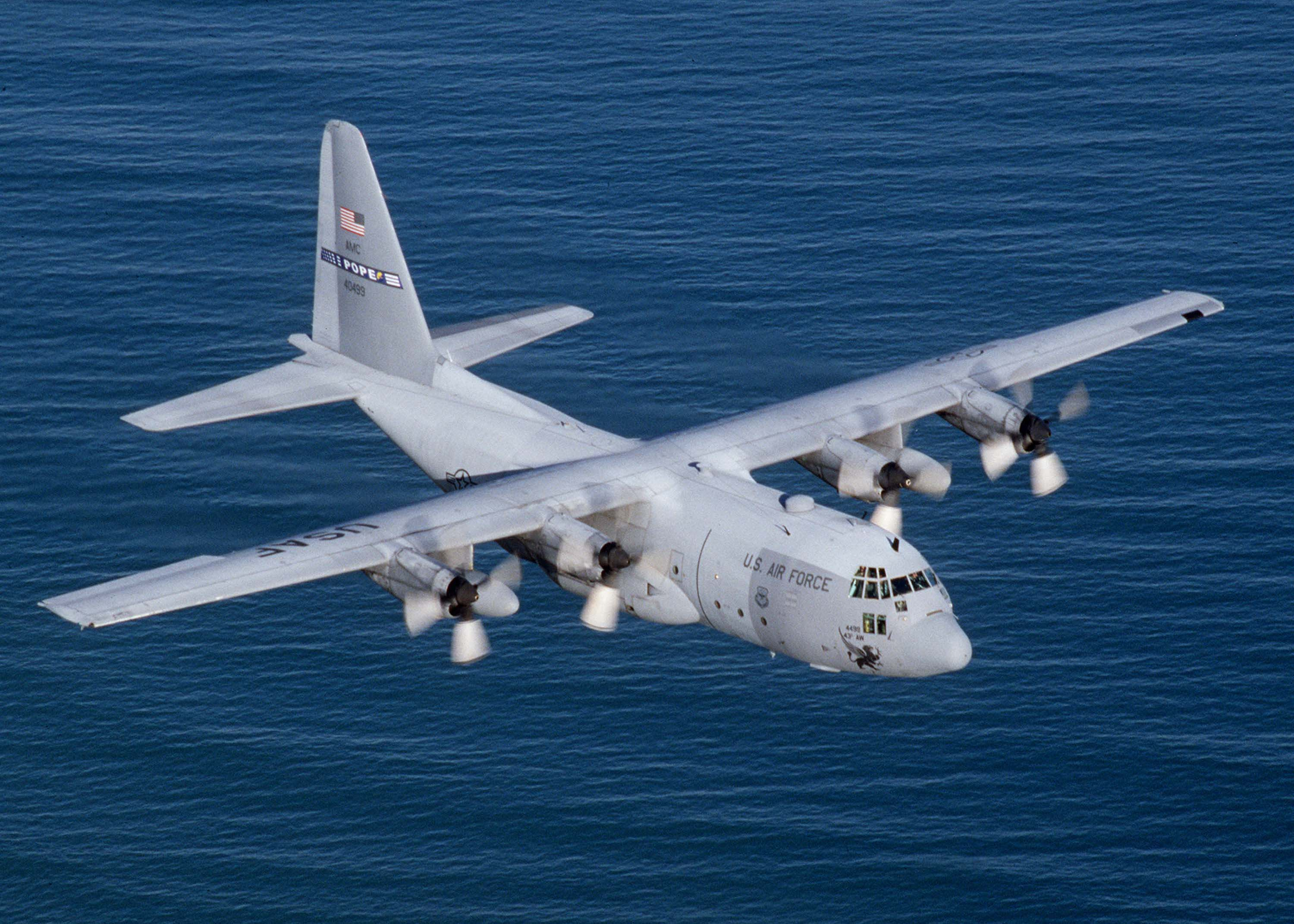
Een C-130E van de Amerikaanse luchtmacht

De Lockheed C-130 Hercules is een middelzwaar transportvliegtuig van Lockheed. Het is een viermotorige turboprop die in gebruik is bij vele NAVO-krijgsmachtdelen. Het toestel is medio jaren vijftig ontworpen en werd – na de English Electric Canberra (2001) en de B-52 Stratofortress (2005) – in 2006 het derde militaire vliegtuig dat langer dan vijftig jaar bij zijn eerste afnemer (in dit geval de USAF) vloog. In die tijd zijn meer dan veertig modellen verkocht aan meer dan vijftig landen. Sinds 2013 levert Airbus een concurrerend toestel, de Airbus A400M.

## Eigenschappen
De C-130 beschikt over een zeer ruime actieradius en een nuttige laadcapaciteit van twintig ton. Uitstekende STOL-eigenschappen maken hem geschikt voor gevarieerde tactische luchtopdrachten. De H-variant kan 128 infanteristen vervoeren of 92 parachutisten; als ambulance kan hij 92 brancards meenemen.

## Militaire gebruikers

### België
In 1972 werd het eerste toestel van 12 stuks geleverd aan de Belgische Luchtcomponent ter vervanging van de verouderde C-119.
De toestellen werden toegewezen aan het 20e smaldeel van de 15 Wing Luchttransport te Melsbroek.
Aanvankelijk waren er twaalf gekocht in 1972, maar in 1996 ging een toestel (CH-06) verloren bij een ongeluk op vliegbasis Eindhoven (zie Herculesramp). Een ander toestel (CH-02) ging verloren in 2006 bij een brand op Brussels Airport. Op 11 januari 2007 is naar aanleiding van het verlies van CH-02 overgegaan tot de aankoop van een tweedehandstoestel van Evergreen International Airlines. Het werd gemoderniseerd tot dezelfde standaard als de overige reeds gemoderniseerde Belgische toestellen. Het toestel was vroeger een tentoongesteld model in het Evergreen Aviation Museum in Oregon, en had als registratie 'N130EV'. Na de overbrenging naar Brussel kreeg het eerst via een bijgelovige omweg serienummer 'CH-14', maar na enkele maanden werd dat toch omgevormd tot CH-13. Uiteindelijk is het toestel op 17 maart 2009 overhandigd aan de Belgische Luchtcomponent van Defensie in het bijzijn van minister van defensie Pieter De Crem. 
In 2003 heeft de Belgische regering beslist om de C-130 te vervangen door een nieuw toen nog te ontwerpen vrachtvliegtuig A400M. Vier toestellen werden gefaseerd uit dienst genomen: december 2017 het eerste vliegtuig (CH-08), december 2018 het tweede (CH-10), november 2019 het derde (CH-03) en juli 2020 het vierde (CH-04).
Op 18 augustus 2021 werden onder andere twee C-130 Hercules-toestellen ingezet voor de evacuatie van Belgen, Nederlanders en Afghanen in Kabul na de blitzkrieg van de Taliban in Afghanistan.
Op 17 december 2021 werd definitief afscheid genomen van de C-130's. Een toestel werd overgebracht naar een braakliggend terrein in Bevekom. De andere toestellen werden verkocht om gestript te worden voor onderdelen.

### Nederland
De Nederlandse Koninklijke Luchtmacht maakt ook gebruik van dit toestel. Het type Hercules dat in Nederland wordt gebruikt is de C-130H (twee stuks per 2010) en C-130H-30 (twee stuks) ingedeeld bij het 336 squadron te vliegbasis Eindhoven. De toevoeging -30 geeft aan dat het een verlengde uitvoering betreft.

### Overige landen
Overige landen die de C-130 Hercules gebruiken zijn: Algerije, Argentinië, Australië, Bolivia, Brazilië, Canada, Chili, Colombia, Congo, Denemarken, Ecuador, Egypte, Filipijnen, Frankrijk, Griekenland, Groot-Brittannië, Honduras, Indonesië, Irak, Iran, Israël, Italië, Japan, Jordanië, Kameroen, Libië, Maleisië, Marokko, Mexico, Nieuw-Zeeland, Niger, Nigeria, Jemen, Noorwegen, Oman, Pakistan, Peru, Portugal, Roemenië, Saoedi-Arabië, Singapore, Korea, Spanje, Soedan, Taiwan, Thailand, Tunesië, Turkije, Venezuela, Verenigde Arabische Emiraten, Verenigde Staten, Vietnam, Zuid-Afrika en Zweden. De laatste nieuwe gebruiker van de Hercules is Polen, dat in de zomer van 2009 met '1501' de eerste van vijf bestelde (ex-USAF) C-130Es ontving.

## Inzet
De Hercules wordt over het algemeen gezien als de maatstaf voor alle andere (tactische) transportvliegtuigen en is inmiddels een klassieker in de luchtvaartgeschiedenis. Het toestel wordt nog steeds voor vele taken gebruikt.
Veelvuldig wordt gebruikgemaakt van C-130 Hercules-toestellen in het kader van de humanitaire missies van B-Fast. De C-130 wordt ook ingezet ter ondersteuning van de ISAF-operatie op de luchthaven van Kabul, Afghanistan.
Er is een LC-130 variant speciaal voor arctische en antarctische bevoorradingsvluchten. Dit vliegtuig is uitgerust met een landingsgestel op ski's en beschikt over JATO-capaciteiten.

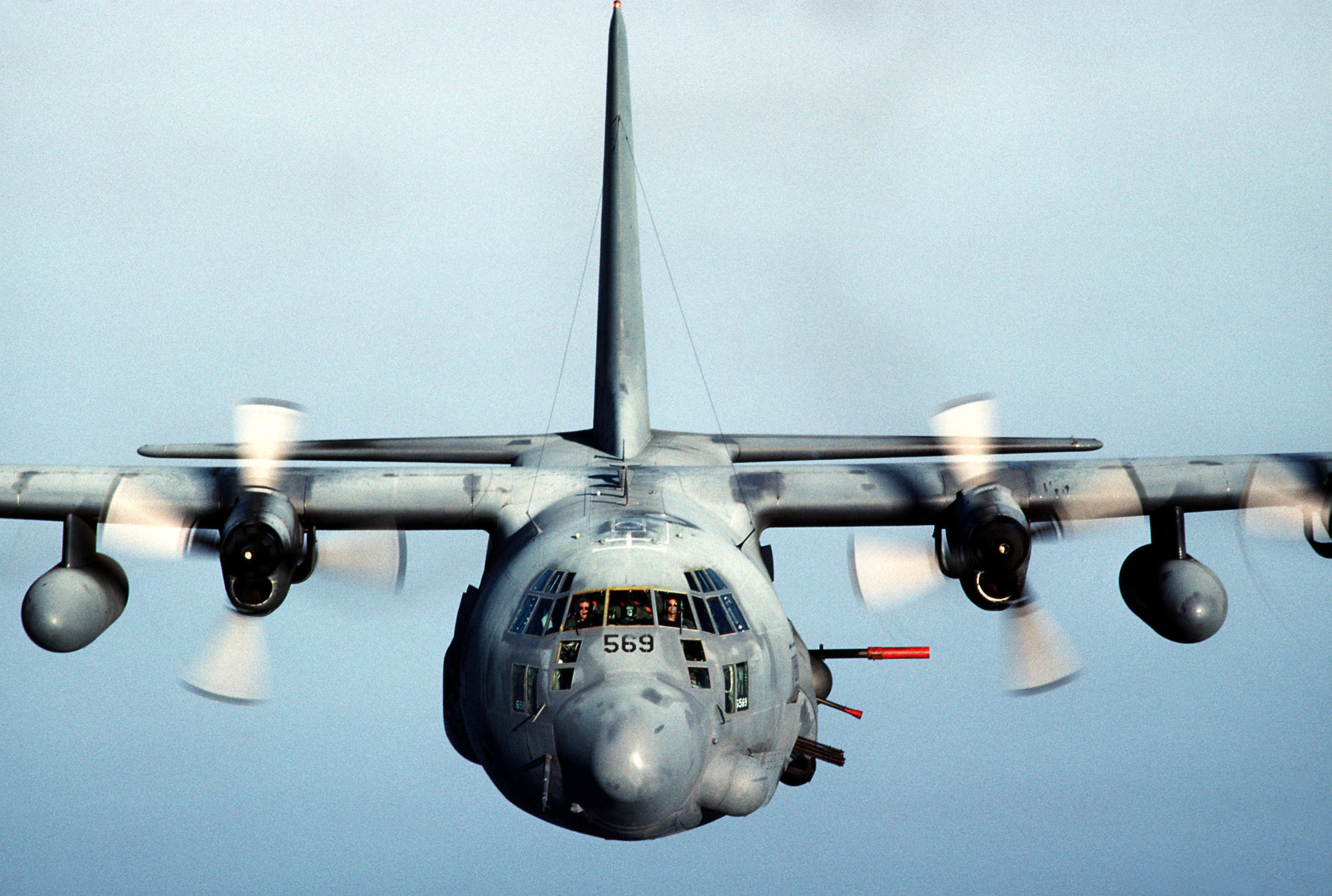
AC-130H Spectre gunship met zijn bewapening

### AC-130U Spooky en AC-130H Spectre
De Lockheed AC-130 is een door Lockheed ontwikkelde variant, die door Boeing is omgebouwd tot een gevechtsvliegtuig. Het is een zwaar bewapende variant van de C-130 Hercules.
De Lockheed AC-130's enige gebruiker is de United States Air Force. Voornamelijk worden de AC-130H Spectre en de AC-130U Spooky varianten ingezet voor luchtsteun, onderschepping, bomaanslagen en het verdedigen van manschappen.

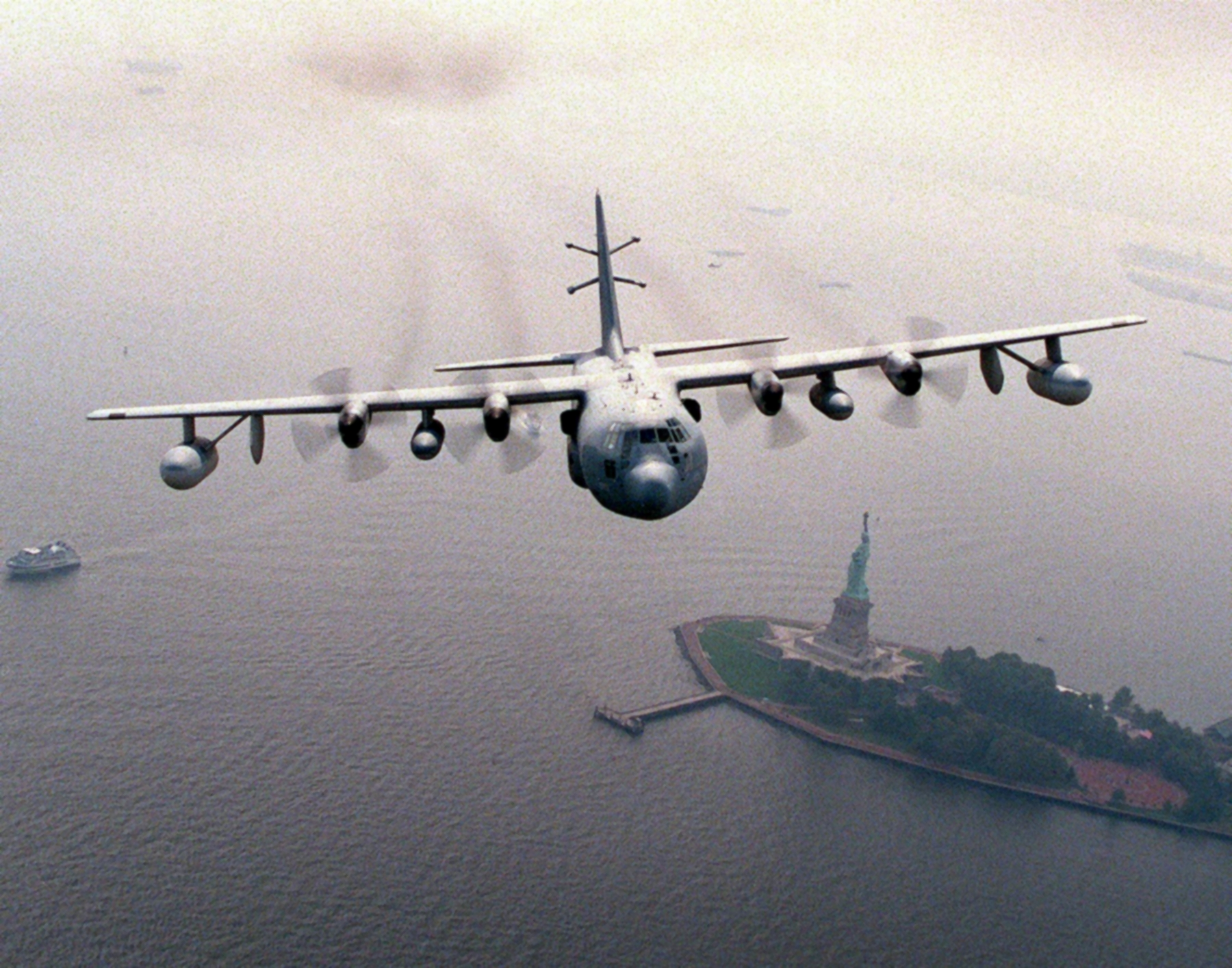
EC-130E Commando Solo. Zie de extra pods onder de vleugels, de steunen voor de sleepantenne aan de staart en de “Micky Mouse oren” aan de zijkant van de romp.

### EC-130E (J) Commando Solo (II)
Een EC-130J Commando Solo II kan overal ter wereld vanuit de lucht radio- en televisie-uitzendingen verzorgen. Dit soort uitzendingen worden bij voorkeur gedaan in militair of politiek onrustige gebieden (bijvoorbeeld Irak), om de bevolking te beïnvloeden of om de eigen troepen van informatie te voorzien.
De verouderde EC-130E’s zijn vervangen door C-130J’s; hierbij werd de uitrusting van de oude op de nieuwe toestellen overgezet. Vier stuks zijn beschikbaar in de 193rd Special Operations Wing, Harrisburg, Pennsylvania. Het eerste Commando Solo II toestel werd in 2000 afgeleverd, de overige telkens zes maanden later. De speciale apparatuur werd geheel nagezien en de toestellen werden voorzien van de mogelijkheid voor bijtanken in de lucht en een opgewaardeerd elektronisch systeem.
Een door de USAF uitgevoerd onderzoek heeft in 2001 al aanbevolen de EC-130E Commando Solo-missies in de toekomst door Boeing 767-200 toestellen te laten vervullen. Dit toestel is 60% langer en heeft meer dan tweemaal het bereik van de EC-130E. Het Amerikaanse Congres beval echter een voorlopige voortzetting van de specifieke taak met de EC-130J Commando Solo II.

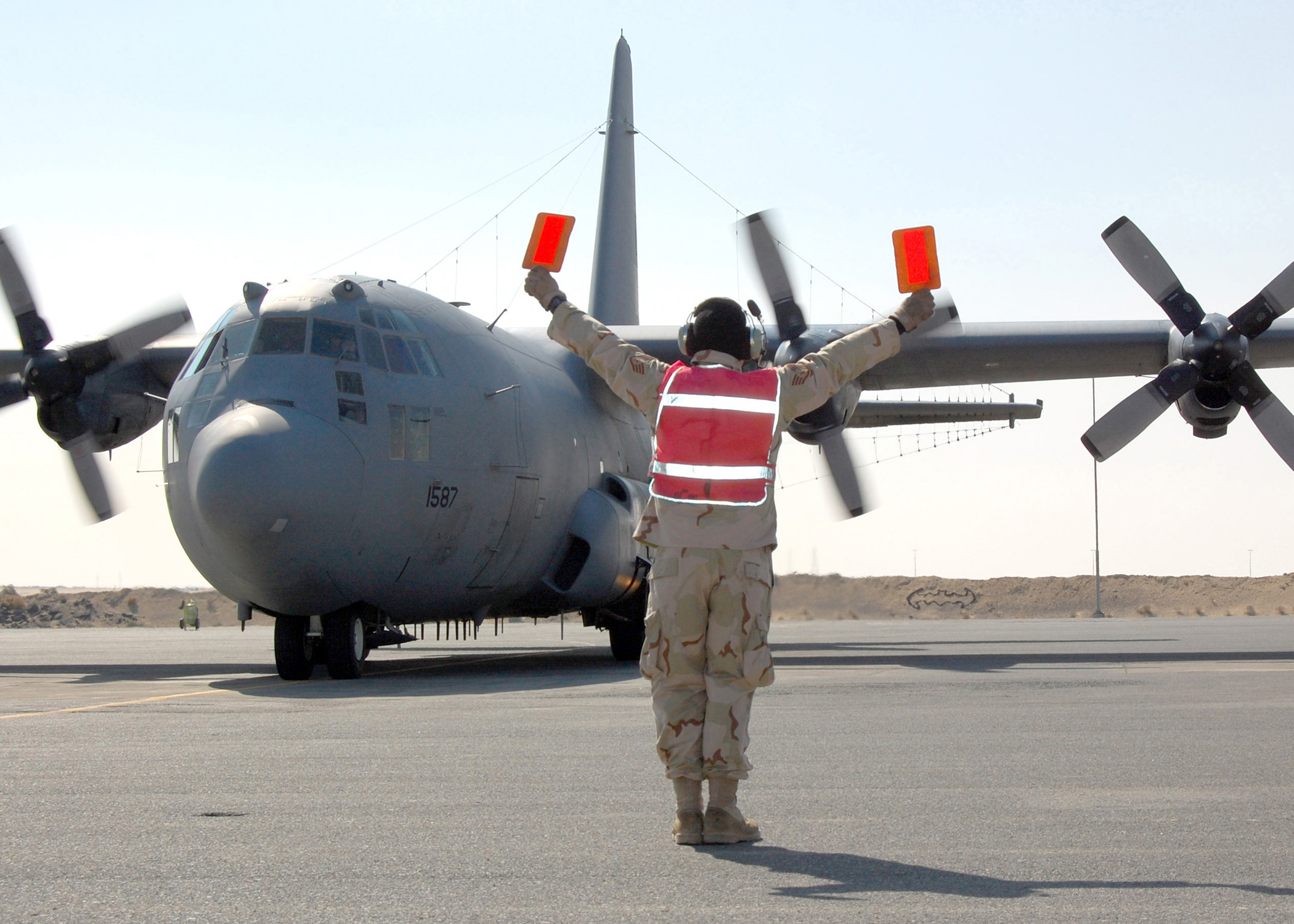
Een EC-130H Compass Call. Zie de kabels van de externe antenne aan de staart.

### EC-130H Compass Call / Rivet Fire
De EC-130H Compass Call is het enige offensieve USAF informatieplatform dat “op verzoek” allerlei soorten communicatie stoort. Compass Call is de aanduiding voor de C-130H die is uitgerust voor het leveren van tactische tegenmaatregelen op het gebied van commandovoering, controle en communicatie of C3CM. Dit geeft de eigen commandovoering een voordeel vlak voor en tijdens luchtacties.
Compass Call voorziet op een vrij ongevaarlijke manier in het veroorzaken van allerlei storingen waarbij de operationele capaciteit tot commandovoering van de vijand aanzienlijk teruggebracht kan worden met computertechnologie.
De wijzigingen die op Compass Call-toestellen zijn aangebracht, houden onder meer een elektronisch pakket tegenmaatregelen in bekendstaand onder de naam Rivet Fire. Ook de capaciteit tot bijtanken in de lucht en speciale navigatie- en communicatiesystemen horen hierbij.
Tijdens operatie Desert Storm stoorden Compass Call-toestellen zeer effectief de luchtverdediging in Irak. Rivet Fire demonstreerde zijn kracht al eerder in Panama en Iran.
De EC-130H Compass Call-toestellen hebben een bemanning van dertien personen. Vier hiervan zijn belast met flightcrew-werkzaamheden; de negen anderen bedienen en onderhouden de Rivet Fire-uitrusting. De missiecrew bestaat uit een electronic warfare officer, tevens missiecommandant (MCC), een ervaren cryptoloog, een acquisition operator, een High Band operator, vier analisten en een airborne maintenance technicus (AMT).

### EC-130E Airborne Battlefield Command Control Center
De EC-130E ABCCC vloot bestaat uit zeven toestellen die worden benut als Airborne Battlefield Command Control Center (ABCCC - spreek uit AB triple C). Dit zijn speciaal aangepaste C-130 Hercules toestellen met ingebouwde USC-48 Airborne Battlefield Command Control Center capsules (ABCCC III). Deze unieke toestellen zijn ook uitgerust met externe antennes voor de vele soorten radio’s in de capsule, koelingspods voor extra airconditioning capaciteit, een inflight refuelingsysteem en speciale rails voor het in- en uitladen van de USC-48 capsule.
Een ABCCC heeft duidelijk waarneembare airconditioner inlaten voor de motoren ('Mickey Mouse oren'), twee HF-radioantennes aan de vleugeltippen, drie probes naast de vleugeltippen, drie paddenstoelvormige antennes op de romp en vele andere antennes onder de romp.
Als onderdeel in het Air Combat Commando is een ABCCC een integraal deel van het Tactical Air Control Systeem. Werkend als directe uitbreiding van grond command & control-autoriteiten, is de hoofdmissie het leveren van flexibiliteit aan alle eenheden en onder alle omstandigheden. Bovendien kan een ABCCC alle communicatie met hogere commandoniveaus en het nationale commando onderhouden, zowel in vredes- als in oorlogsomstandigheden.
De USC-48 ABCCC III capsule past in het laadruim van het toestel; deze is 40 voet lang, heeft een massa van circa tienduizend kilogram en kost $9 miljoen per stuk. De capsule geeft de verenigde en de plaatselijke commandanten een luchtmobiele commandovoerings- en controlecentrale boven het gevechtsterrein. Dit ABCCC heeft alle mogelijkheden in huis voor gevechtsoperaties in tijd van oorlog, bij de directe voorbereiding daarop, voor oefeningen en voor speciale operaties gecombineerd met zeer goed getrainde bemanningsleden en speciaal hiervoor uitgeruste EC-130E-toestellen.
Hun missie kan een luchtmobiele uitbreiding op het Air Operations Center (AOC) en Airborne Air Support Operations Center (ASOC) voor command & control van offensieve luchtoperaties zijn, maar ook van ondersteunende aard zijn of een optreden inhouden als luchtmobiele on-scene commandopost bij speciale operaties zoals droppings of noodevacuaties.
In 2002 kondigde de USAF als gevolg van bezuinigingen een wijziging in zijn structuur aan. Dit hield in dat EC-130E ABCCC toestellen voor andere doeleinden zouden worden gebruikt. De ABCCC-missie ging hierbij ook over naar de Boeing E-3 met zijn Airborne Warning and Control System en de Boeing E-8 met zijn Joint Surveillance Target Attack Radar System. De 355th Wing op Davis-Monthan Air Force Base leverde hiermee zes EC-130E ABCCC vliegtuigen, samen met 506 militairen en zes burgers in en het 42nd Airborne Command and Control Squadron werd in september 2002 na 34 jaar trouwe dienst opgeheven.

## Technische gegevens
Afmetingen:
- Lengte: 29,79 m
- Spanwijdte: 40,41 m
- Hoogte: 11,66 m

Afmetingen vrachtruim:
- Lengte: 12,19 m
- Lengte van de laadklep: 3,12 m
- Breedte: 3,02 m
- Hoogte: 2,74 m

Prestaties:
- Kruissnelheid: 541 km/h
- Kruishoogte: 7 km
- Max. vlieghoogte: 10 km
- Vliegbereik: 3.800 km
- Lege massa: 34.382 kg
- Maximale startmassa: 70.307 kg

## Ongelukken met een C-130 Hercules
Op dinsdag 16 juli 1996 verongelukte een Belgische C-130 met vier bemanningsleden en 37 Nederlandse militairen van het Fanfare Korps Koninklijke Landmacht op de vliegbasis Eindhoven.  Hiervan brachten negen het er levend vanaf van wie er twee aan hun verwondingen stierven. Het ongeluk gebeurde nadat een zwerm vogels in de motoren terechtkwam. 
Op 15 maart 2012 verongelukte tijdens een legeroefening nabij de berg Kebnekaise een Noors C-130-legervliegtuig tijdens een vlucht van Evenes naar Kiruna. Alle vijf de bemanningsleden kwamen daarbij om. Slechte communicatie en procedures worden verantwoordelijk gehouden voor het ongeluk.
Op dinsdag 11 februari 2014 stortte een Algerijnse C-130 neer. Er vielen 77 doden, één passagier overleefde het ongeluk. Het toestel is neergestort in de provincie Oum el-Bouaghi. Volgens Algerijnse veiligheidsbronnen vervoerde het vliegtuig militairen en hun familieleden. De oorzaak van het ongeluk waren de slechte weersomstandigheden. Het vliegtuig stortte neer in bergachtig gebied dat moeilijk toegankelijk is.
Op 30 juni 2015 stortte in de Indonesische stad Medan, aan de noordkant van Sumatra een C-130 neer.
Een Hercules C130 van de Indonesische luchtmacht stort op 18 december 2016 neer in de provincie Papua. Hierbij komen alle dertien inzittenden om het leven.
Op 23 januari 2020 verongelukte boven Australië een omgebouwd Canadees toestel bij brandbluswerkzaamheden. De drie Amerikaanse bemanningsleden kwamen daarbij om het leven.